# Fokker F.XII
El Fokker F.XII fue un avión comercial monoplano de ala alta trimotor producido en los años 30 del siglo XX por el constructor neerlandés Fokker. Dos aviones fueron construidos bajo licencia por la danesa Orlogsværftet. El primero estaba propulsado por motores radiales Bristol Jupiter VI de 347 kW (465 hp) y el segundo, un modelo mejorado, el F.XIIM, era alrededor de 20 km/h más rápido que los F.XII neerlandeses.

## Historia operacional

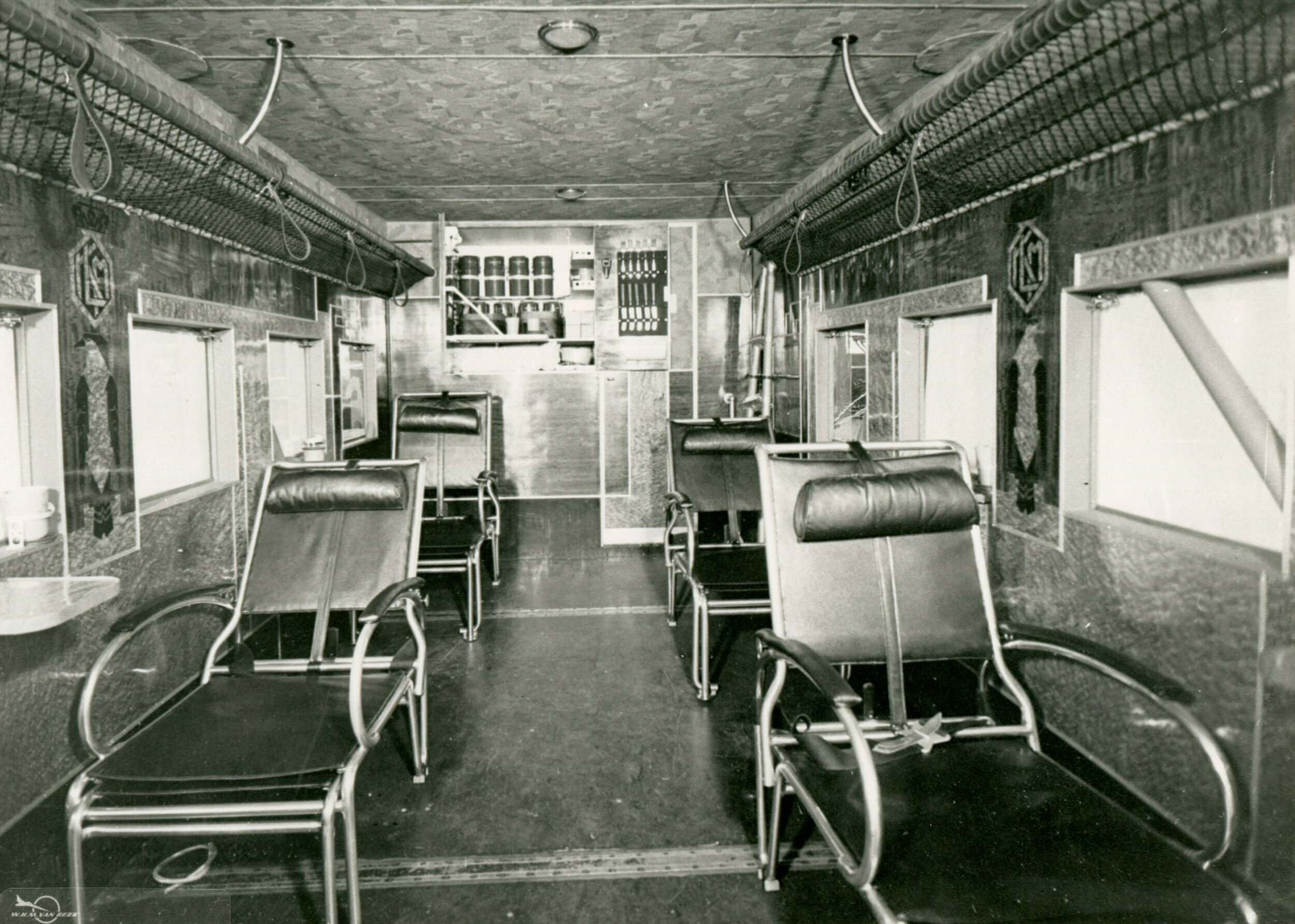
Disposición de los asientos en la cabina de pasajeros de un avión F.XII de KLM.

KLM/KNILM ordenó diez aviones para operarlos en la ruta de Ámsterdam a Batavia. El primer servicio salió de Ámsterdam el 5 de marzo de 1931 y llegó a Batavia el 14 del mismo mes. El avión fue usado regularmente en la ruta desde el 31 de octubre del mismo año. En 1932, KLM comenzó a usar los más grandes Fokker F.VIII en la ruta, y los F.XII pasaron a ser usados en destinos europeos.
En 1936, KLM vendió cuatro de los aviones a la británica Crilly Airways para operar entre Londres y Madrid, pero no consiguió el apoyo del gobierno español, pasando los aviones a British Airways para usarlos en rutas europeas hacia París y Escandinavia. Fueron prontamente considerados obsoletos por British Airways y vendidos, acabando algunos siendo usados en la guerra civil española por el Bando Nacional.
Dos de los F.XII restantes de KLM fueron vendidos a British Airways y otro a una compañía en el África Occidental francesa, pero acabaron en manos del bando republicano español. Los dos aviones de KNILM permanecían en Java cuando fue invadida por los japoneses en 1942. Un avión adicional, el undécimo construido, fue operado por AB Aerotransport de Suecia con una configuración de 14 pasajeros y fue usado allí hasta que resultó destruido en un colapso de hangar en 1947.

## Variantes
F.XII
Avión comercial trimotor, diez construidos.
F.XIIM
Versión mejorada del F.XII construida en Dinamarca, uno construido.

## Operadores
España
- Fuerzas Aéreas de la República Española

 España
- Aviación Nacional
- Ejército del Aire

 Dinamarca
- Det Danske Luftfartselskab A/S - DDL: dos construidos bajo licencia por Orlogsværftet. Entregados en 1933 y 1935.[1]

 Indias Orientales Neerlandesas
- Koninklijke Nederlandsch-Indische Luchtvaart Maatschappij (KNILM): dos aviones operados de 1931 a 1942.[1]

 Países Bajos
- Koninklijke Luchtvaart Maatschappij (KLM): ocho aviones operados de 1931 a 1936.[1]

 Reino Unido
- British Airways: seis aviones operados en 1936.[1]
- Crilly Airways: cuatro aviones comprados a KLM en 1936, pero no operados.[1]

 Suecia
- AB Aerotransport: un avión entregado en 1932.[1]

## Accidentes e incidentes
- 6 de abril de 1935: el aparato PH-AFL de KLM, bautizado Leeuwerik, se estrelló con mal tiempo en Brilon, Alemania, mientras volaba de Praga a Ámsterdam.[1] Los siete ocupantes murieron.[2]
- 19 de noviembre de 1936: un avión de British Airways Ltd se estrelló contra una montaña, de noche y con niebla, en la aproximación al Aeropuerto de Londres-Gatwick, muriendo los dos tripulantes y resultando heridos otros dos ocupantes.[3]

## Especificaciones
Referencia datos: The Fokker F.XII

### Características generales
- Tripulación: Dos
- Capacidad: 16 pasajeros
- Longitud: 17,5 m (57,4 ft)
- Envergadura: 23 m (75,4 ft)
- Altura: 4,3 m (14,1 ft)
- Superficie alar: 83 m² (893,4 ft²)
- Peso vacío: 4350 kg (9587,4 lb)
- Peso cargado: 7251 kg (15 981,2 lb)
- Planta motriz: 3× motor radial de nueve cilindros refrigerado por aire Pratt & Whitney Wasp C.
  - Potencia: 317 kW (437 HP; 431 CV) cada uno.

### Rendimiento
- Velocidad máxima operativa (Vno): 220 km/h (137 MPH; 119 kt)
- Velocidad crucero (Vc): 190 km/h (118 MPH; 103 kt)
- Alcance: 1270 km (686 nmi; 789 mi)
- Techo de vuelo: 4500 m (14 764 ft)

## Aeronaves relacionadas

### Secuencias de designación
- Secuencia F._ (interna de Fokker): ← F.IX - F.X - F.XI - F.XII - F.XIV - F.XVIII - F.XX →
- Secuencia Numérica (Aeronaves del Ejército del Aire español, 1939-1945): ← 43 (III) - 44 - 45 (I) - 45 (II) - 46 - 47 - 60 →